# پایگاه نیروی هوایی اندرسن
پایگاه نیروی هوایی اندرسن (به انگلیسی: Andersen Air Force Base) یک فرودگاه است . این فرودگاه در کشور گوآم قرار دارد .